# Lliga russa de futbol
La lliga russa de futbol (o Lliga Premier Russa, en rus: Росси́йская футбо́льная премье́р-ли́га o Rossískaia fulbólnaia premier-liga) és la màxima competició futbolística de Rússia.

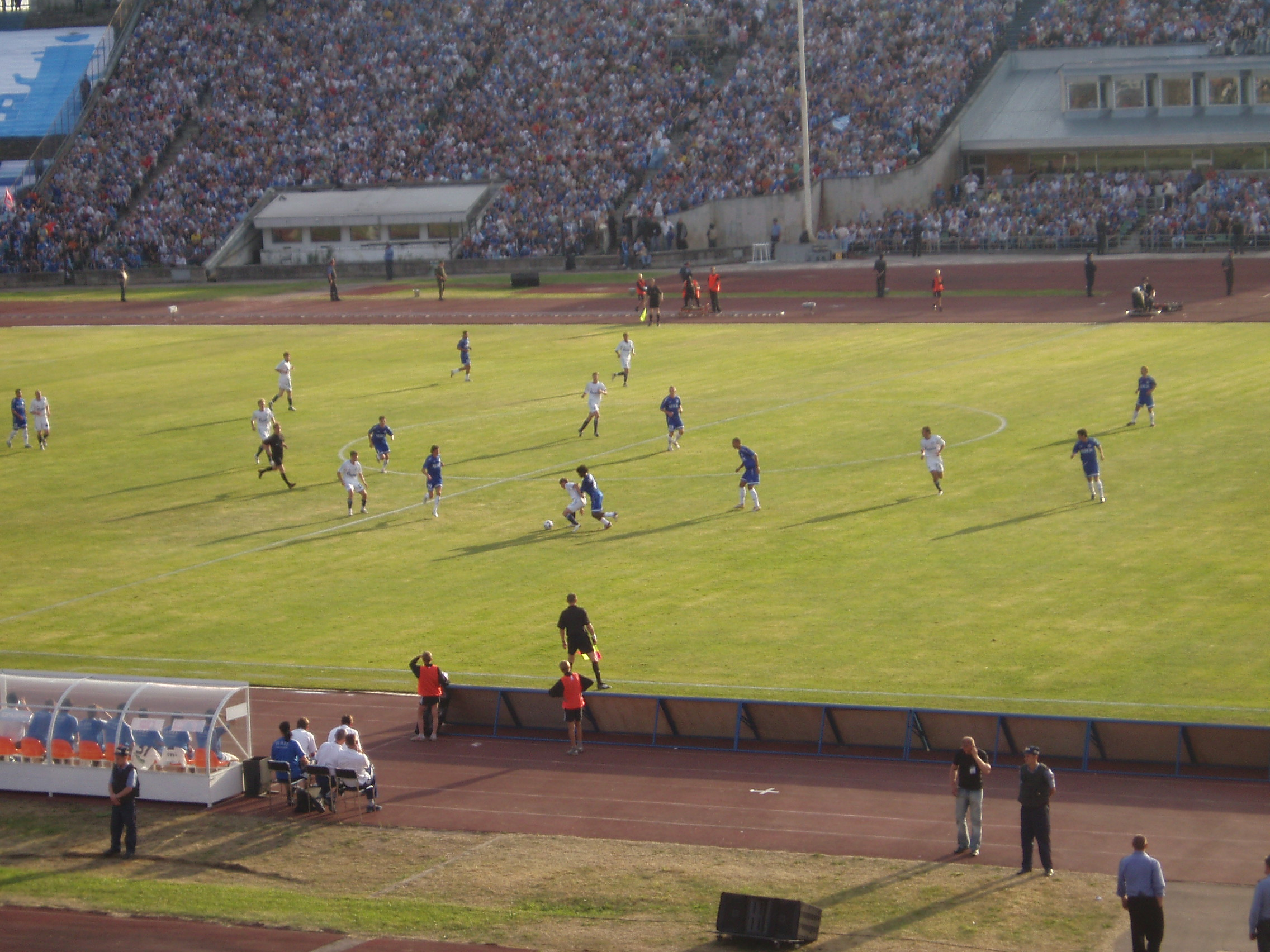
Partit de lliga entre el Zenit i el Dinamo.

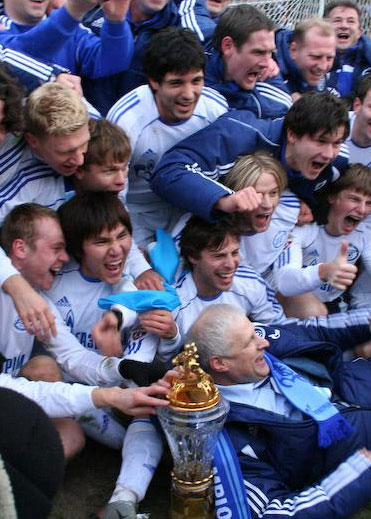
Jugadors del Zenit amb la copa del 2007.

Hi participen 16 equips. El campió es classifica per la Lliga de Campions de la UEFA i el segon per a la fase de classificació de la mateixa competició. El tercer obté una plaça per a la Copa de la UEFA i el quart per a la Copa Intertoto. Al final de la temporada els dos darrers classificats baixen a la segona categoria (anomenada Primera Divisió) i són reemplaçats pels dos primers classificats d'aquesta categoria. La Lliga Premier Russa es creà l'any 2001, reemplaçant l'anomenada Top Division, nom que rebia la màxima categoria russa entre 1992 i 2001.
La lliga es disputa habitualment entre març i novembre.

## Història
La primera lliga de futbol a Rússia va néixer el 1901 a Sant Petersburg i la disputaven només els clubs d'aquella ciutat. Posteriorment, el 1910 i seguint el model de la Lliga de Sant Petersburg, va néixer la Lliga de Moscou. El gener de 1912 els clubs de la Lliga de Sant Petersburg van fundar la VFS (Federació Russa de Futbol), que va impulsar un campionat nacional encara que, paral·lelament, les lligues locals de Sant Petersburg i Moscou es van continuar disputant fins al 1920. El campionat nacional rus es jugava per rondes eliminatòries i no participaven els clubs sinó equips de jugadors representatius de les principals ciutats. La primera edició, disputada el 1912, va ser guanyada pel Sant Petersburg, que es va imposar a un combinat moscovita a la final. El 1913 va repetir final Sant Petersburg però va ser superada per Odessa, encara que posteriorment la Federació li va retirar el títol a aquesta per alineació indeguda. El 1914 la lliga va ser suspesa a mitjan competició per l'esclat de la Primera Guerra Mundial. Posteriorment, el futbol rus quedaria integrat en la Unió Soviètica i no tindria novament una lliga pròpia fins al 1992. Els equips russos van ser els grans dominadors de la primera divisió de l'URSS durant els seus 55 anys d'existència, guanyant en 34 ocasions el títol, que es reparteixen entre Spartak Moscou (12), Dinamo de Moscou (11), CSKA Moscou (7) i Torpedo de Moscou (3) i Zenit Leningrad (1). En total, 30 clubs russos van jugar a la primera divisió soviètica. Després de l'esfondrament de la Unió Soviètica, cadascuna de les repúbliques soviètiques començaren els seus propis campionats l'any 1992. A Rússia, els 6 equips que havien disputat la lliga de l'URSS la temporada anterior (CSKA Moscou, Spartak Moscou, Torpedo Moscou, Dinamo Moscou, Spartak Vladikavkaz i Lokomotiv Moscou) foren completats amb 14 equips de les divisions inferiors, organitzant-se una lliga de vint equips. Posteriorment, la lliga es dividí en dos grups per reduir el nombre de partits. El nombre de clubs a la màxima categoria s'anà reduint, passant a 18 el 1993 i a 16 el 1994. Des d'aleshores la lliga s'ha mantingut amb aquest nombre de clubs, excepte els anys 1996 i 1997, que tornaren a ser 18.

## Clubs actuals
| Club                    | Ciutat         |
| ----------------------- | -------------- |
| FC Akron Tolyatti       | Jiguliovsk     |
| Akhmat Grozni           | Grozni         |
| FC Fakel Voronezh       | Vorónej        |
| CSKA Moscou             | Moscou         |
| FC Dynamo Makhachkala   | Makhachkala    |
| Dinamo de Moscou        | Moscou         |
| FK Khimki               | Khimki         |
| FC Krasnodar            | Krasnodar      |
| Krília Sovétov Samara   | Samara         |
| Lokomotiv Moscou        | Moscou         |
| FC Pari Nizhny Novgorod | Nijni Nóvgorod |
| FC Rostov               | Rostov del Don |
| FC Orenburg             | Orenburg       |
| FC Rubín Kazan          | Kazan          |
| FC Spartak Moscou       | Moscou         |
| Zenit Sant Petersburg   | San Petersburg |

## Historial

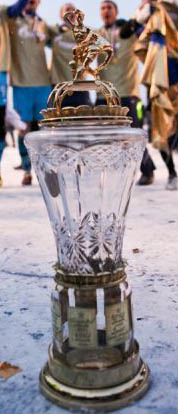
Trofeu de Lliga.

| Temporada    | Campió                         | Segon classificat        | Tercer classificat       |
| ------------ | ------------------------------ | ------------------------ | ------------------------ |
| 1992         | Spartak Moscou (1)             | Spartak Vladikavkaz      | Dinamo Moscou            |
| 1993         | Spartak Moscou (2)             | Rotor Volgograd          | Dinamo Moscou            |
| 1994         | Spartak Moscou (3)             | Dinamo Moscou            | Lokomotiv Moscou         |
| 1995         | Spartak-Alània Vladikavkaz (1) | Lokomotiv Moscou         | Spartak Moscou           |
| 1996         | Spartak Moscou (4)             | Alania Vladikavkaz       | Rotor Volgograd          |
| 1997         | Spartak Moscou (5)             | Rotor Volgograd          | Dinamo Moscou            |
| 1998         | Spartak Moscou (6)             | CSKA Moscou              | Lokomotiv Moscou         |
| 1999         | Spartak Moscou (7)             | Lokomotiv Moscou         | CSKA Moscou              |
| 2000         | Spartak Moscou (8)             | Lokomotiv Moscou         | Torpedo Moscou           |
| 2001         | Spartak Moscou (9)             | Lokomotiv Moscou         | Zenit Sant Petersburg    |
| 2002         | Lokomotiv Moscou (1)           | CSKA Moscou              | Spartak Moscou           |
| 2003         | CSKA Moscou (1)                | Zenit Sant Petersburg    | Rubín Kazan              |
| 2004         | Lokomotiv Moscou (2)           | CSKA Moscou              | Krília Sovétov Samara    |
| 2005         | CSKA Moscou (2)                | Spartak Moscou           | Lokomotiv Moscou         |
| 2006         | CSKA Moscou (3)                | Spartak Moscou           | Lokomotiv Moscou         |
| 2007 Detalls | Zenit Sant Petersburg (1)      | Spartak Moscou           | CSKA Moscou              |
| 2008 Detalls | FC Rubín Kazan (1)             | CSKA Moscou              | Dinamo Moscou            |
| 2009         | FC Rubin Kazan (2)             | Spartak Moscou           | FC Zenit Sant Petersburg |
| 2010         | FC Zenit Sant Petersburg (2)   | CSKA Moscou              | FC Rubín Kazan           |
| 2011-12      | FC Zenit Sant Petersburg (3)   | Spartak Moscou           | CSKA Moscou              |
| 2012-13      | CSKA Moscou (4)                | FC Zenit Sant Petersburg | FK Anjí Makhatxkalà      |
| 2013-14      | CSKA Moscou (5)                | FC Zenit Sant Petersburg | Lokomotiv de Moscou      |
| 2014-15      | FC Zenit Sant Petersburg (4)   | CSKA Moscou              | FK Krasnodar             |
| 2015-16      | CSKA Moscou (6)                | FC Rostov                | FC Zenit Sant Petersburg |
| 2016-17      | Spartak Moscou (10)            | CSKA Moscou              | FC Zenit Sant Petersburg |
| 2017-18      | Lokomotiv Moscou (3)           | CSKA Moscou              | Spartak Moscou           |
| 2018-19      | FC Zenit Sant Petersburg (5)   | Lokomotiv de Moscou      | FK Krasnodar             |
| 2019-20      | FC Zenit Sant Petersburg (6)   | Lokomotiv de Moscou      | FK Krasnodar             |
| 2020-21      | FC Zenit Sant Petersburg (7)   | Spartak Moscou           | Lokomotiv de Moscou      |
| 2021-22      | FC Zenit Sant Petersburg (8)   | Sochi                    | Dinamo Moscou            |
| 2022-23      | FC Zenit Sant Petersburg (9)   | CSKA Moscou              | Spartak Moscou           |
| 2023-24      | FC Zenit Sant Petersburg (10)  | FK Krasnodar             | Dinamo Moscou            |
| 2024-25      | FK Krasnodar (1)               | FC Zenit Sant Petersburg | CSKA Moscou              |

### Palmarès
| Club                     | Títols | Temporades                                                                         |
| ------------------------ | ------ | ---------------------------------------------------------------------------------- |
| FC Spartak Moscou        | 10     | 1992, 1993, 1994, 1996, 1997, 1998, 1999, 2000, 2001, 2016-17                      |
| FC Zenit Sant Petersburg | 10     | 2007, 2010, 2011-12, 2014-15, 2018-19, 2019-20, 2020-21, 2021-22, 2022-23, 2023-24 |
| PFC CSKA Moscou          | 6      | 2003, 2005, 2006, 2012-13, 2013-14, 2015-16                                        |
| Lokomotiv de Moscou      | 3      | 2002, 2004, 2017-18                                                                |
| FC Rubín Kazan           | 2      | 2008, 2009                                                                         |
| FC Alània Vladikavkaz    | 1      | 1995                                                                               |
| FK Krasnodar             | 1      | 2024-25                                                                            |